# Травневий хрущ західний
Хрущ травневий західний (Melolontha melolontha) — вид жуків родини пластинчастовусих (Scarabaeidae).

## Поширення
Палеарктичний вид. Поширений в Європі, Північній Африці, в деяких частинах Західної Азії, включно з Туреччиною та Кавказьким регіоном. Віддає перевагу відкритим безлісним місцям існування. Зустрічається в зріджених старих насадженнях або на узліссях. Личинкам потрібен пухкий, легко розкопуваний, вологий ґрунт, вони відсутні як у болотистих, так і в дуже сухих місцях існування. Личинки зустрічаються в різних місцях проживання, включно з луками, садами та іншими обробленими землями.

## Опис
Жук завдовжки 25–35 мм. Тіло овальне, злегка видовжене, чорне з білими плямами з боків черевця, вусики, крила та ноги коричневі, ротовий апарат сильний. Олігоподіальні личинки (3 пари тулубних ніг), білі, товсті, характерно підковоподібно зігнуті. Лялечка вільна. Дорослі жуки та личинки зимують у ґрунті на глибині 1 метра. Стать дорослого жука можна розрізнити за кількістю зябер на мітлоподібних булавах. У самців їх 7, а в самиць 6.

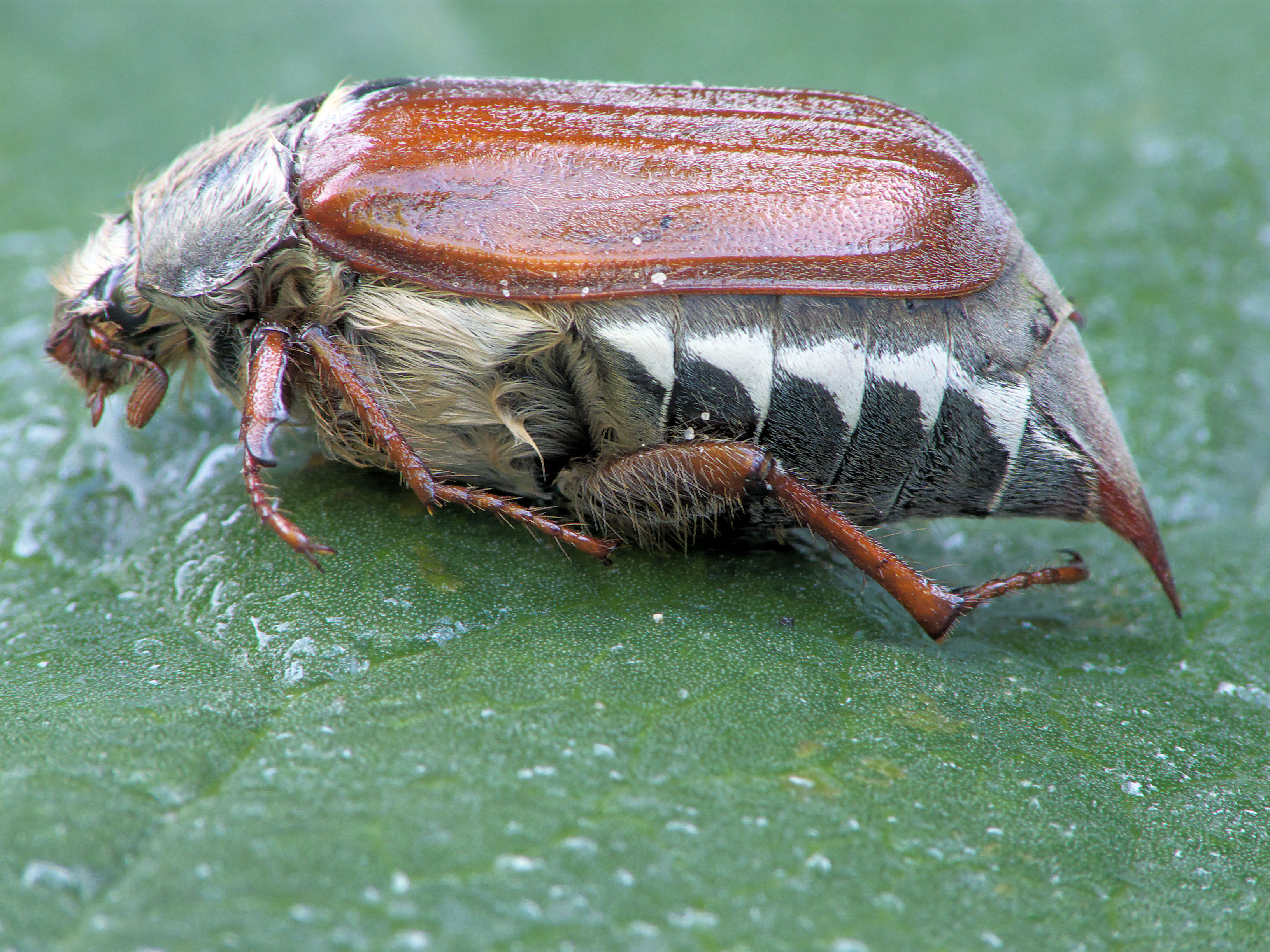
Самиця
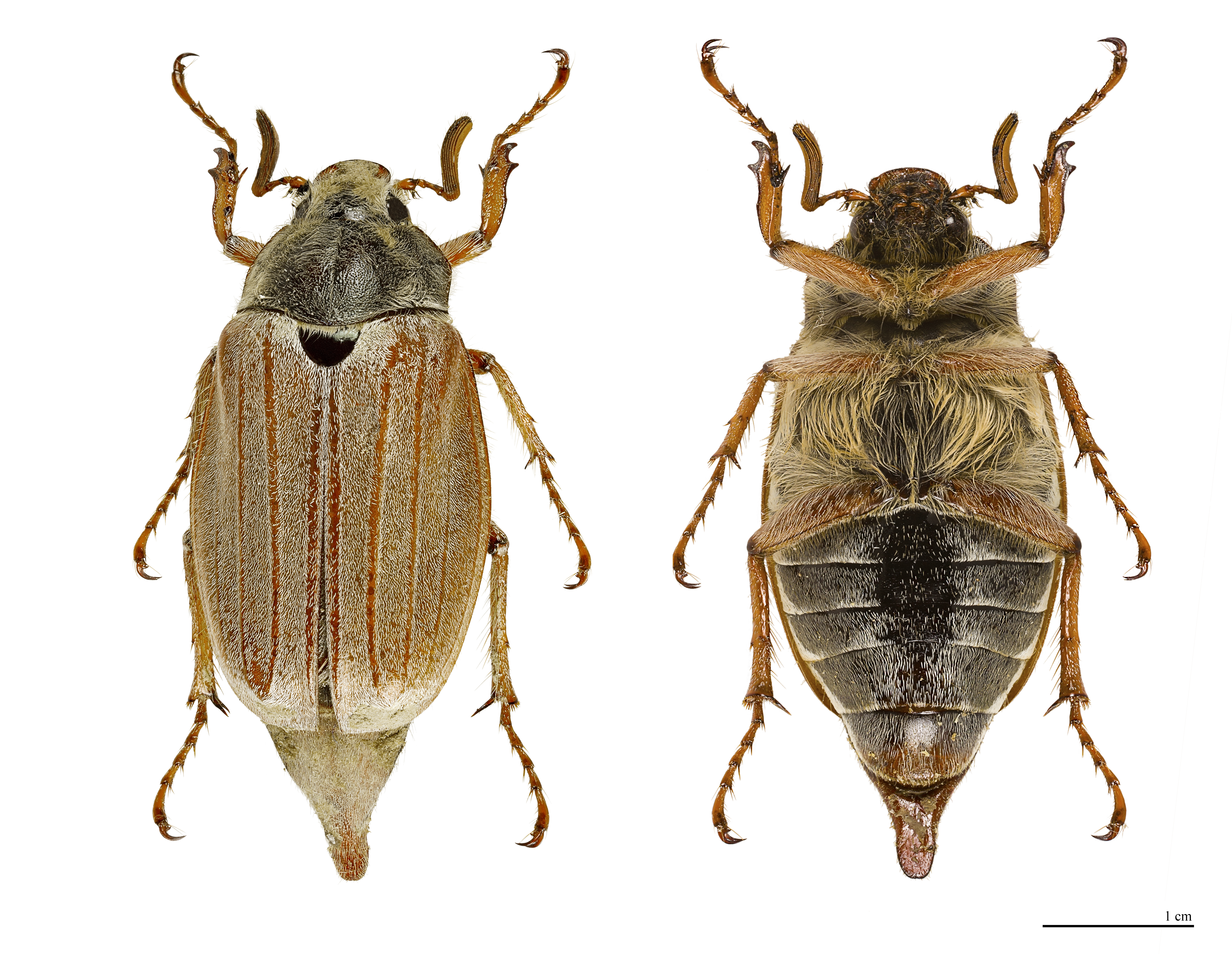
Самець
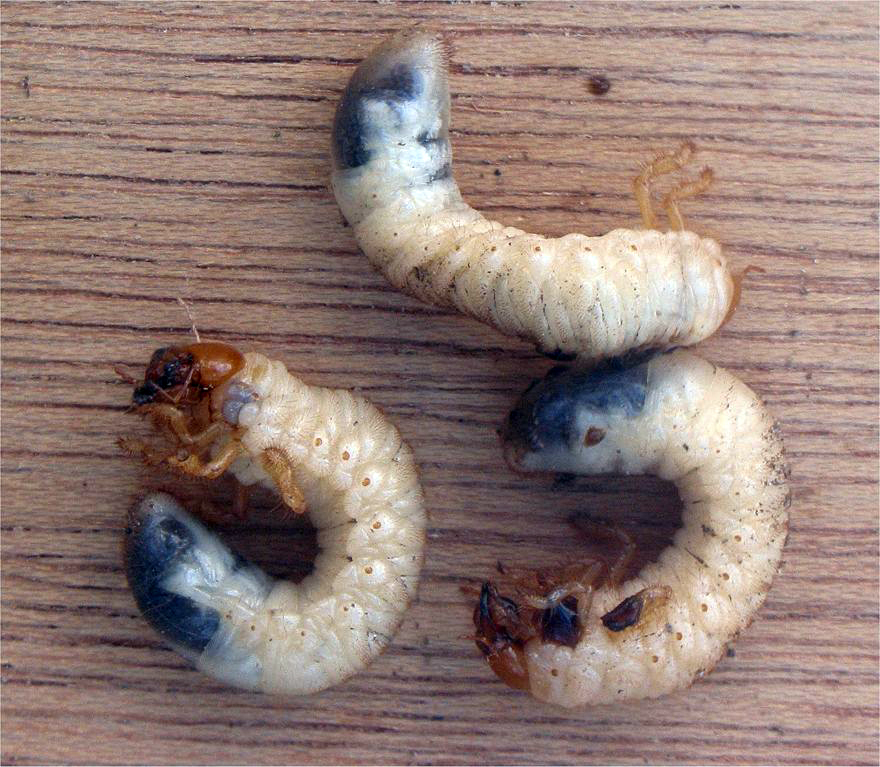
Личинки
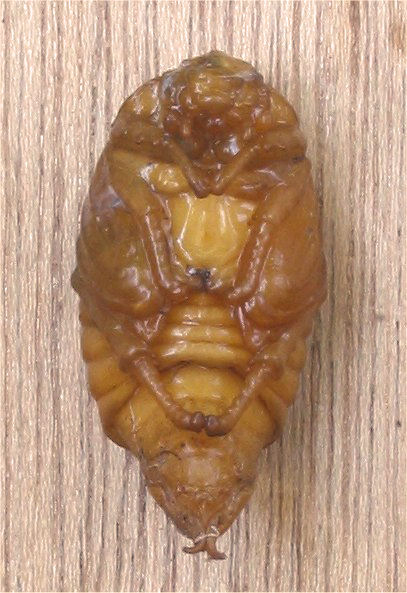
Лялечка

## Спосіб життя
Хрущ живиться листям різних листяних дерев (плодових дерев, верб, берез, буків, дубів та ін.), а його личинки багатоїдні: харчуються корінням трав'янистих рослин, кущів і дерев; вони можуть пошкодити кореневу систему молодих рослин, а також прогризти отвори в буряках і бульбах картоплі, тому вони можуть бути шкідниками розплідників, посівів і газонів. Найменш шкідливі личинки на першій і другій стадіях L1 і L2 (перша і друга линька), вони харчуються в основному гниючими залишками рослин, і лише на останній стадії L3 (третя линька) обгризають живі рослини.
Повний метаморфоз: яйце, 3 линьки (L1, L2, L3), лялечка та імаго (ідеальна комаха). Жуки з'являються в травні й живляться на листяних деревах. Самка відкладає яйця під землею, біля дерев, у виритий нею тунель на глибині 10–15 см, по 15–20 яєць у кожному гнізді. Самки гинуть у червні, відклавши близько 80 яєць. Через 3 тижні личинки вилуплюються. Спочатку вони живляться в гумусовому шарі ґрунту, поїдаючи гнилі рослини. Зазвичай вони розвиваються протягом 3 років і линяють двічі на рік. На третій рік, в кінці літа, вони заляльковуються, а в жовтні вилуплюються дорослі жуки, які виходять на поверхню лише в травні наступного року.